# Judith Gautier
Judith Gautier (Paris, França, 25 de agosto de 1845 — Dinard, França, 26 de dezembro de 1917), foi uma escritora e poetisa francesa.[carece de fontes?]
Foi iniciada nas ideias e costumes chineses, aprendendo ainda o japonês. Estreou em 1867 com o livro "Le Livre de Jade", sob o pseudônimo de Judith Walther. Casou-se depois com o escritor Catulle Mendès, publicando em seguida "O Dragão Imperial", assinando Judith Mendes. Suas demais obras levaram o nome de Judith Gautier: "O Usurpador", "O Jogo do Amor e da Morte", "Luciana", "As Crueldades do Amaro", "Memórias de um Elefante Branco", "O Velho da Montanha", "Persival", "As Princesas de Amor", "Flores do Oriente" e outras.